# Weinsteinkraut
Weinsteinkraut ist ein Eintopf mit Weißkohl und Fleisch aus der Küche der Siebenbürger Sachsen und der Siebenbürger Landler, sowie aus der  ungarischen Küche, wo er Lucskos káposzta heißt.

## Bezeichnungen
Den deutschen Namen hat er vom Weinstein, der zum Säuern der Speise beigefügt wird. Im siebenbürgisch-sächsischen Dialekt wird Weinsteinkraut „bladdrig Krejt“ bezeichnet, was „blättrig (geschnittenes) Kraut“ bedeutet. Die Österreichisch-ungarische Wein- und Agricultur-Zeitung von 1884 bezeichnete Weinsteinkraut (weing-schtin- kreokt) als Festessen des "sächsischen Bauern".
Die ungarische Bezeichnung Lucskos káposzta bedeutet etwa wässriger oder matschiger Kohl. Im ungarischen Kochbuch Magyar nemzeti szakácskönyve von 1888 schreibt der Verfasser am Ende des Kochrezeptes Lucskos káposzta: "Dies ist ein siebenbürgisches Gericht".

## Zubereitung
Ein Kochrezept wurde 1889 in der Illustrierte Wiener Küchen-Zeitung wiedergegeben, mit der Anmerkung, Weinsteinkraut solle „sehr saftig, aber nicht suppig“ sein: Ein Kohlkopf (Kraut) wird von den äußersten Blättern befreit, die Blätter einzeln vom Häuptel losgetrennt, die starken Rippen entfernt und in große Quadrate geschnitten. Speck schneidet man in ebenso große wie dicke Quadrate. Beides wird mit Kümmel, etwas Salz und Weinstein, mit Wasser weich gedünstet. Vor dem Servieren wird mit Rahm verfeinert.
Das ungarische Kochrezept für Lucskos káposzta von 1888 lautete: Gekochtes Rind-, Hammel-, Kalb- und Schweinefleisch in nicht allzu kleine Stücke schneiden, mit überbrühten, geviertelten Weißkohlköpfen, einem Bund Dill und Petersilie in ein Gefäß schichten und garen, dann die Kochbrühe mit Mehl und Milch binden, mit Salz, Pfeffer und kräftig mit Essig abschmecken. Die (ungarische) Variante kann auch mit Paprikapulver gewürzt sein.